# Tsuboi Kumezō

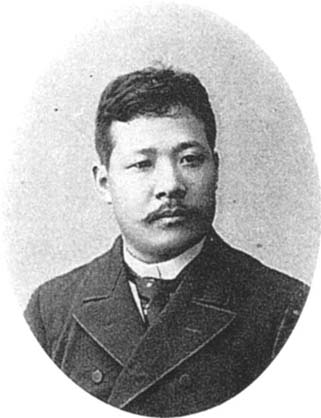
Tsuboi Kumezō

Tsuboi Kumezō (japanisch 坪井 九馬三; geboren 15. Januar 1859 im Kreis Nishinari der Provinz Settsu, heute zur Stadt Osaka; gestorben 21. Januar 1936) war ein japanischer Historiker.

## Leben und Wirken
Tsuboi Kumezō trat im Alter von 17 Jahren in die Tōkyō gaikokugo gakkō (東京外国語学校, englisch Tokyo Foreign Language School) ein, machte im folgenden Jahr seinen Abschluss und trat dann in die Kaisei gakkō (開成学校, englisch Kaisei School) ein, eine der Vorläufereinrichtungen der Kaiserlichen Universität. Als diese 1877 gegründet wurde, hielt er bereits während seines Studiums an der naturwissenschaftlichen Fakultät der Universität 1883 Vorlesungen über Geschichte an der Fakultät für Literatur. Nach seinem Abschluss an der Fakultät für Naturwissenschaften im Jahr 1885 wurde er Angestellter an seiner Alma Mater. Er war zuständig für Geschichte, arbeitete aber auch in der Fakultät für Chemie der Fakultät für Naturwissenschaften.
1887 reiste Tsuboi durch Europa, bildete sich in Deutschland an der Friedrich-Wilhelms-Universität Berlin weiter, dann auch in der Schweiz und in Österreich. 1891 kehrte er nach Japan zurück. Er promovierte in Literatur, wurde Dozent an der Fakultät für Literatur seiner Universität, später Professor. 1904 wurde er Dekan der Fakultät. 1923 ging er in den Ruhestand, wobei er als Meiyo Kyōju verabschiedet wurde.
Tsuboi wirkte auch als Präsident der „Japanese Archaeological Society“ (考古学会, Kōkogakugai) und als beratendes Mitglied der „“Historical Society„“ (史学会, Shigakukai). Er wurde mehrfach vom Staate ausgezeichnet. Zu seinen Veröffentlichungen gehören
- „Ronri-gaku kōgi“ (論理学講義) – „Vorlesung über Logik“ 1887,
- „Shigaku kenkyū-hō“ (史学研究法) – „Forschungsmethodik im Fach Geschichte“ 1903,
- „Seiyō shiyŏ“ (西洋史要) – „Kurzgefasste Geschichte des Westens“ 1904,
- „Ōkyōkoku to sono kōshitsu“ (墺匈国と其皇室) – „Österreich-Ungarn und sein Kaiserhaus“ 1914 und
- „Saikin seiji gaikō-shi“ (最近政治外交史) – „Neuere Geschichte der Politik und Diplomatie“ 1917 bis 1929.